# Ouane Rattikone
Major-General Ouane Rattikone, ou Ouan Rathikoun, foi um influente oficial militar laociano, sendo o comandante-em-chefe das Forças Armadas Reais do Laos, no Reino do Laos, durante a década de 1960. Ele nasceu em 1912 em Luang Prabang.
Aliado dos Estados Unidos durante a Guerra do Vietnã, Ouane desenvolveu um relacionamento próximo com William H. Sullivan, o embaixador dos Estados Unidos no Laos, e Ted Shackley, chefe da estação da CIA em Vientiane. Apesar dos intensos conflitos entre os comandantes regionais das Forças Armadas Reais, Ouane foi fundamental no fornecimento de apoio militar local contra o Exército do Vietnã do Norte e o Pathet Lao nas regiões do norte do Laos.
Ouane também esteve fortemente envolvido no tráfico de ópio em todo o Sudeste Asiático. Em suas memórias, Shackley declarou abertamente que a CIA basicamente fechou os olhos para o narcotráfico porque seus recursos já estavam sendo minados pela guerra no vizinho Vietnã.
Acredita-se que tenha morrido em outubro de 1978.